# Lothian (Trinidad y Tobago)
Lothian es una localidad de Trinidad y Tobago, que forma parte de la región de Princes Town.

## Geografía
La localidad abarca parte de la isla Trinidad y limita al norte con Princes Town, al sur y este con St. Croix Village y al oeste con Princes Town y Borde Narve.

## Demografía
Datos demográficos de la localidad de Lothian:
| Gráfica de evolución demográfica de Lothian entre 2000 y 2011 |
|                                                               |